# Vortioxetin
Vortioxetin, prodávaný mimo jiné pod obchodními názvy Trintellix nebo Brintellix, je lék používaný k léčbě deprese. Účinnost tohoto léku je považována za podobnou účinnosti jiných antidepresiv. Doporučuje se pouze u lidí, jejichž stav se nezlepšil po užívání dvou jiných antidepresiv. Užívá se ústy.
Časté nežádoucí účinky zahrnují zácpu a nevolnost. Závažné vedlejší účinky mohou zahrnovat sebevraždu u osob mladších 25 let, serotoninový syndrom, krvácení, mánii a syndrom nepřiměřené sekrece antidiuretického hormonu. Pokud se dávka rychle sníží, může se objevit abstinenční syndrom. Užívání během těhotenství a kojení se obecně nedoporučuje. Je klasifikován jako modulátor serotoninu. Není zcela jasné, jak funguje, ale předpokládá se, že to souvisí se zvyšováním hladiny serotoninu.
Lék byl schválen pro lékařské použití ve Spojených státech v roce 2013. V roce 2016 to byl 260. nejvíce předepisovaný lék ve Spojených státech s více než jedním milionem předpisů.

## Lékařské použití
Vortioxetin se používá k léčbě deprese. Účinnost se zdá být podobná účinnosti jiných antidepresiv. Může být použit, pokud selhaly jiné léčby.

## Vedlejší účinky
Nejčastějšími nežádoucími účinky hlášenými u vortioxetinu jsou nauzea (nevolnost), průjem, sucho v ústech, zácpa, zvracení, nadýmání, závratě a sexuální dysfunkce. S výjimkou nevolnosti je však riziko těchto nežádoucích účinků nižší než 10 %, a až 8 % pacientů užívajících placebo hlásí stejné vedlejší účinky. Vortioxetin je považován za bezpečný lék pro dlouhodobé užívání u většiny lidí. Pokud je Vortioxetin předepisován společně s jinými léky typu SSRI (selektivní inhibitor zpětného vychytávání serotoninu) nebo podobnými léky, může v některých mimořádně vzácných případech vést k potenciálně život ohrožujícímu serotoninovému syndromu.
Výskyt sexuální dysfunkce je pouze mírně vyšší u pacientů užívajících vortioxetin než u pacientů užívajících placebo a vyskytuje se u méně než 10 % případů. Z tohoto důvodu může být vortioxetin vhodný pro lidi, kteří trpěli sexuálními vedlejšími účinky jiných antidepresiv.

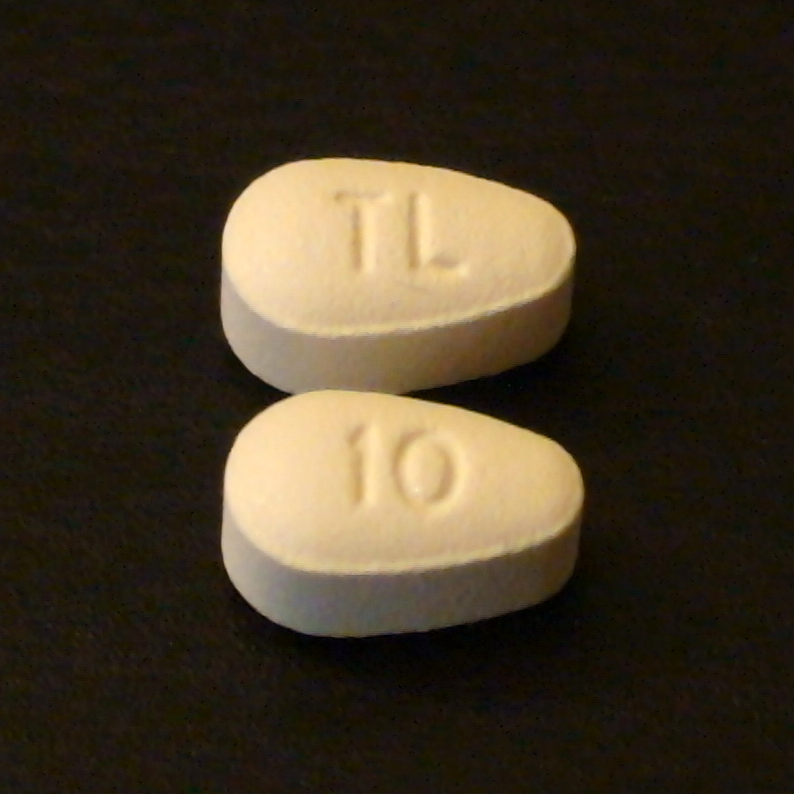
10 mg tablety vortioxetinu (Trintellix).

Vortioxetin byl objeven vědci v Lundbecku, kteří uvedli logiku a syntézu léku (tenkrát nazývaného Lu AA21004) v dokumentu z roku 2011.
V roce 2007 byla sloučenina v klinických studiích II. fáze a Lundbeck a Takeda vstoupili do partnerství, v němž Takeda zaplatila Lundbeck 40 milionů dolarů předem, s příslibem až do výše 345 milionů dolarů a Takeda souhlasila, že zaplatí většinu zbývajících nákladů vývoje léčiva. Společnosti se dohodly na společné propagaci léčiva v USA a Japonsku a že společnost Lundbeck získá odměnu za všechny tyto prodeje. Dohoda zahrnovala dalšího kandidáta na léčivo, tedatioxetin (Lu AA24530), a mohla být rozšířena tak, aby zahrnovala další dvě sloučeniny od firmy Lundbeck.
Vortioxetin byl schválen americkým úřadem FDA pro léčbu deprese u dospělých v září 2013, a v Evropě později v tomto roce.

## Společnost a kultura
Lék vyrábějí farmaceutické společnosti Lundbeck a Takeda.

### Názvy
Vortioxetine byl dříve prodáván jako Brintellix ve Spojených státech, ale 2. května 2016 americký úřad FDA schválil změnu názvu na Trintellix, aby se zabránilo záměně s lékem na krevní srážlivost Brilinta.
V České republice (2023) je lék stále na trhu pod názvem Brintellix.